# 直井政信
直井 政信（なおい まさのぶ、5月25日 - ）は、日本のファッションスタイリスト。337inc.所属。

## 来歴
BRUTUSのフリーファッションエディターを経て、スタイリストへ転身。
映画、広告、雑誌などで陣内孝則、織田裕二、三上博史などのスタイリストを手掛ける傍ら、ブランドデザインのディレクターとして活動する。 
2012年、TBSテレビ娯楽番組『A-Studio』に笑福亭鶴瓶、SHELLYと共に出演した陣内孝則が直井について語る。夫人やホームパーティーを様々な芸能人を招いて行なっているなどと話した。

## 制作作品

### 舞台
2012年
- 『ウィズ～オズの魔法使い～』-陣内孝則担当。

### 映画
2000年
- 『ホワイトアウト』[3]『破線のマリス』

2003年
- 『踊る大捜査線 THE MOVIE2 レインボーブリッジを封鎖せよ!』[4]-織田裕二担当。

2004年
- 『予言』『MASK DE 41』

2012年
- 『種まく旅人～みのりの茶～』

### テレビ娯楽番組
1998年
- フジテレビ『ハッピーバースデー!』-陣内孝則担当。

2005年
- 日本テレビ『抱きしめたいっ!』-陣内孝則担当。

### テレビドラマ
1993年
- フジテレビ系『振り返れば奴がいる』[5]-織田裕二担当。
- フジテレビ系『チャンス!』-三上博史担当。

1994年
- フジテレビ系『この世の果て』-三上博史担当。
- フジテレビ系『金曜エンタテイメント』「名探偵明智小五郎(1)地獄の道化師　恐怖の裸女連続殺人!!愛欲の事件の陰に意外な真実が…あの名推理が今夜よみがえる!!」-陣内孝則担当。

1995年
- フジテレビ系『金曜エンタテイメント』「名探偵明智小五郎(2)　吸血カマキリ」-陣内孝則担当。

1996年
- フジテレビ系『金曜エンタテイメント』「名探偵明智小五郎(3)　暗黒星　天の怒りか地の悲しみか、21年ぶりの日食の日に起きた連続殺人」-陣内孝則担当。

1997年
- フジテレビ系『それが答えだ!』[6]-三上博史担当。
- フジテレビ系『踊る大捜査線』-織田裕二担当。
- TBS系『ストーカー・誘う女』[5]

1998年
- フジテレビ系『ショムニ』

1999年
- TBS系『天国に一番近い男heaven cannot wait(1)』-陣内孝則担当。
- フジテレビ系『金曜エンタテイメント』「名探偵明智小五郎(4)吸血鬼　江戸川乱歩怪奇シリーズ傑作選!墓から消えた遺体と埋葬品…隠れキリシタンの里で今夜、吸血鬼伝説がよみがえる!!」-陣内孝則担当。

2000年
- 日本テレビ『バーチャルガール』-陣内孝則担当。
- 日本テレビ系『ストレートニュース STRAIGHT NEWS』-三上博史担当。

2001年
- TBS系『天国に一番近い男heaven cannot wait(2)』-陣内孝則担当。

2001年
- BS-i『タスクフォースtaskforce ある会社員の命が突然狙われた日！極秘情報の漏えい…親友の死…次々と襲う恐怖の罠！真実を暴け』-三上博史担当。

2003年
- WOWOW『交渉人』-三上博史担当。
- 日本テレビ系『共犯者』-三上博史担当。

2006年
- 日本テレビ系『探偵学園Q』（第1話）

2007年
- フジテレビ系『プロポーズ大作戦』-陣内孝則担当。
- WOWOW『MBO マネジメント・バイアウト～経営権争奪・企業買収の行方～』-三上博史担当。
- 日本テレビ『探偵学園Q』

2008年
- WOWOW『パンドラ』-三上博史担当[7]。
- テレビ朝日系『警視庁捜査一課特殊犯捜査係　交渉人～THE NEGOTIATOR～(1)』-陣内孝則担当。

2009年
- WOWOW『誘拐　KIDNAPPING』-三上博史担当。

2010年
- テレビ朝日系『同窓会～ラブ・アゲイン症候群』-三上博史担当。

2011年
- フジテレビ系『外交官 黒田康作』-織田裕二担当。
- TBS系『特別企画　シリーズ激動の昭和(4)』「総理の密使～核密約42年目の真実～」-三上博史担当。
- WOWOW『再生巨流』-陣内孝則担当。
- WOWOW『下町ロケット』-三上博史担当。

2013年
- WOWOW『震える牛』-三上博史担当[8]。

2014年
- 日本テレビ系『明日、ママがいない』-三上博史担当。

2015年
- WOWOW『贖罪の奏鳴曲（ソナタ）』-三上博史担当[9]。

### テレビ・コマーシャル
2003年
- エーザイ、ファイザー製薬『痴ほう症啓発』「稲葉家の夏　第一話／第二話／第三話／第四話」[10]-大滝秀治担当。

2008年
- 森永乳業『エスキモーPARM（パルム）』-寺尾聡担当。

2011年
- 日本生命保険『生きるチカラ』「たくましい男」-織田裕二担当。

### CDシングル
1992年
- 崎谷健次郎「CHEERS!TOKYO」

### ディレクション・ブランド
- バッグ・小物・旅行鞄『brújula ブルホラ』